# Sumitomo Realty & Development
Sumitomo Realty & Development Co., Ltd.  er et japansk ejendomsselskab med hovedkvarter i Shinjuku, Tokyo. Det er medlem af Sumitomo. De beskæftiger sig med udvikling, ejerskab, og drift af fast ejendom.
Virksomheden blev etableret som Izumi Real Estate Co., Ltd. i 1949. Det nuværende navn blev indført i 1957.